# What My Heart Wants to Say
What My Heart Wants to Say är den brittiska sångaren Gareth Gates debutalbum som släpptes 26 oktober 2002.

## Låtlista
1. "Unchained Melody"
2. "Anyone of Us (Stupid Mistake)"
3. "Sentimental"
4. "Suspicious Minds"
5. "Downtown"
6. "What My Heart Wants to Say"
7. "Good Thing"
8. "Too Serious Too Soon"
9. "It Ain't Obvious"
10. "With You All the Time"
11. "I've Got No Self Control"
12. "Tell Me One More Time"
13. "Alive"
14. "One and Ever Love"
15. "Walk on By"
16. "That's When You Know"

## Topplaceringar på försäljningslistor
| Försäljningslista (2004)    | Högsta position |
| --------------------------- | --------------- |
| Österrike Top 40 Album      | 52              |
| Norska Top 40 Album         | 8               |
| Svenska Top 60 Album        | 52              |
| Schweiziska Top 100 Album   | 84              |
| Storbritannien Top 75 Album | 2               |